# Tu cicatriz en mí
«Tu cicatriz en mí» es una canción del músico de Argentina Gustavo Cerati lanzada en su tercer álbum de estudio solista Siempre es hoy en 2002, como la sexta pista, escrita por el mismo músico. Es una de las canciones más destacadas del álbum que no fue sencillo para la radio, gracias a su notable mezcla entre el pop rock y sonidos de la música electrónica.

## Música
La música mezcla música electrónica con pop rock, teniendo un ritmo relacionado con esta música y mezclando los sonidos de la guitarra, el bajo y la batería con sonidos electrónicos generados por el sampler. De la mezcla resulta una canción muy bien lograda. El característico riff también resulta destacable, ya que acompaña la canción de muy buena manera siendo "un líder" muy apropiado para la canción y su ritmo.

## Reversiones: Siempre es hoy
El en el álbum de remixes titulado Reversiones: Siempre es hoy lanzado en 2003, se incluyen tres remixes de esta canción.